# 王禾
王禾（1456年—？），字世用，順天府宛平縣富戶籍，直隸武進縣人，明朝政治人物。

## 生平
順天府鄉試第十名舉人。弘治九年（1496年）中式丙辰科會試第七十七名，三甲第一百零五名進士。曾任長沙府知府。

## 家族
曾祖王志中；祖父王；父王端，母李氏。永感下。